# Phyllonorycter eugregori
Phyllonorycter eugregori là một loài bướm đêm thuộc họ Gracillariidae. Nó được tìm thấy ở Cộng hòa Séc, Slovakia, Hungary, Croatia và Montenego.
Ấu trùng ăn Chamaecytisus austriacus và Chamaecytisus ratisbonensis. Chúng ăn lá nơi chúng làm tổ. They create a lower-surface, transversely folded, tentiform mine.